# Tetramorium ornatum
Tetramorium ornatum är en myrart som beskrevs av Carlo Emery 1897. Tetramorium ornatum ingår i släktet Tetramorium och familjen myror. Inga underarter finns listade i Catalogue of Life.